# Mittelsteinzeit
| Übersicht Urgeschichte | Übersicht Urgeschichte | Übersicht Urgeschichte | Übersicht Urgeschichte |
| ---------------------- | ---------------------- | ---------------------- | ---------------------- |
| Holozän                | (➚ Frühgeschichte)     | (➚ Frühgeschichte)     | (➚ Frühgeschichte)     |
| Holozän                | Eisenzeit              |                        |                        |
| Holozän                | späte Bronzezeit       |                        |                        |
| Holozän                | mittlere Bronzezeit    |                        |                        |
| Holozän                | frühe Bronzezeit       |                        |                        |
| Holozän                | Bronzezeit             |                        |                        |
| Holozän                | Kupfersteinzeit        |                        |                        |
| Holozän                | Jungsteinzeit          |                        |                        |
| Holozän                | Mittelsteinzeit        |                        |                        |
| Pleistozän             | Jungpaläolithikum      |                        |                        |
| Pleistozän             | Mittelpaläolithikum    |                        |                        |
| Pleistozän             | Altpaläolithikum       |                        |                        |
| Pleistozän             | Altsteinzeit           |                        |                        |
| Pleistozän             | Steinzeit              |                        |                        |

Eine Mittelsteinzeit, auch Mesolithikum (nach altgriechisch μέσος mésos „mittel, mittlerer“, und λίθος líthos „Stein“) genannt, ist für das nacheiszeitliche Europa zwischen der jüngeren Altsteinzeit (Jungpaläolithikum) und der Jungsteinzeit (Neolithikum) definiert. Auslöser waren die durch die Wiederbewaldung Mitteleuropas zu Beginn des Holozäns etwa 9700 v. Chr. (10. Jahrtausend v. Chr.) gesetzten neuen Lebensbedingungen. Die Menschen mussten lernen, anstelle des verschwindenden Großwildes der Kältesteppen nun in den Wäldern Standwild zu jagen und die Fischerei zu verstärken. Beendet wurde die Mittelsteinzeit regional verschieden durch die Ausbreitung der erzeugenden Wirtschaftsweise (Ackerbau und Viehzucht) der Jungsteinzeit. Sie dauerte im südosteuropäischen Raum bis etwa 5800 v. Chr., während sie im nordwesteuropäischen Raum erst etwa 4300 v. Chr. endete.
Im mediterranen Raum wird neben dem Begriff „Mesolithikum“ häufiger der Begriff „Epipaläolithikum“ gebraucht. Während in Nordafrika das europäische Mesolithikum und das Jungpaläolithikum als „Epipaläolithikum“ zusammengefasst werden, taucht das Mesolithikum gelegentlich, dann aber spezifiziert in kombinierten Begriffen wie dem „Khartoum-Mesolithikum“ auf. Für den Westen Kleinasiens sind sowohl „Mesolithikum“ als auch „Epipaläolithikum“ geläufig. Bei räumlich übergreifenden Darstellungen wird der Begriff eher als Mittel der zeitlichen Einordnung genutzt, ohne dass sich ein Lebensstil dahinter verbirgt, der für Europa und wenige westasiatische Gebiete aufgrund ihrer ökologischen Bedingungen und des Fortbestehens einiger Jäger-und-Sammler-Gesellschaften spezifisch war.
In den beiden Amerikas sind die Kulturen der Archaischen Periode mit der Mittelsteinzeit Eurasiens vergleichbar.

## Gliederung
Der auf das westliche Eurasien beschränkte Begriff Mesolithikum wurde 1874 von Otto Martin Torell und 1866 von Hodder Westropp eingeführt. Er wird vorwiegend auf Mittel- und Nordeuropa angewendet.
Das mitteleuropäische Mesolithikum wird – vor allem anhand von sogenannten Mikrolithen – unterteilt in:
- Frühmesolithikum (9600–7000/6500 v. Chr.); Kennzeichen: Dreiecksmikrolithe.
- Spätmesolithikum (ca. 7000/6500–5500/4500 v. Chr.); Kennzeichen: Trapezmikrolithe und gedrückte Makroklingen.

Die einzelnen Fundstellen belegen eine regional unterschiedliche Ausprägung:
- Für Süddeutschland sind vor allem die Jägerhaushöhle und weitere Fundstellen um Beuron von Bedeutung. Hier wurde der Begriff Beuronien für das Frühmesolithikum geprägt.[3][4]

- Im nördlichen Nordrhein-Westfalen und in Niedersachsen entspricht älteres und jüngeres Mesolithikum der Halterner Stufe und der Boberger Stufe sowie der Hülstener Gruppe (jüngeres Mesolithikum im westlichen Nordrhein-Westfalen).[5]

- In der Norddeutschen Tiefebene erfolgt die Unterteilung in die Duvensee-Gruppe (benannt nach den Wohnplätzen im Duvenseer Moor) und die Oldesloer Gruppe, evtl. auch die Swifterbant-Kultur in den Niederlanden.

- In Dänemark werden Maglemose-, Kongemose- und Ertebølle-Kultur unterschieden.[6][7][8]

- Auf den Britischen Inseln fehlen Trapeze. Hier finden sich auch im Spätmesolithikum großformatige Industrien wie das Larnian (nach Larne in Nordirland, ab ca. 6000 v. Chr.) sowie das Obanian[9] (nach Oban in der schottischen Council Area Argyll and Bute).[10][11][12] Der Cheddar Man lebte vor rund 10.000 Jahren,[13] phänotypisch besaß der Mann mit großer Wahrscheinlichkeit eine dunkelbraune Hautfarbe, blaue Augen sowie dunkle gelockte Haare und hatte eine Laktoseintoleranz.[14][15]

In Linmere, Bedfordshire sind 25 monumentale runde, in geraden Linien angeordnete Gruben entdeckt worden. 14C-Datierungen deuten darauf hin, dass sie vor 8500 bis 7700 Jahren gegraben wurden. Die größte ist mehr als 4,8 m breit und 1,8 m tief. In einigen Gruben wurden Tierknochen, darunter die von Auerochsen, gefunden. Forscher erklärten, dass es im Vereinigten Königreich nur sehr wenige mesolithische Stätten dieser Größe gibt.
Das Ende der Mittelsteinzeit, mit dem Beginn der Jungsteinzeit, ist in Europa mit dem Erscheinen der ersten bäuerlichen Kulturen verbunden. Diese traten im Süden früher auf als im Norden:
- um 5800 v. Chr. im westlichen Mitteleuropa (La-Hoguette-Gruppe) und in Südosteuropa (Alföld-Linearkeramik und Körös-Kultur),
- um 5500–4900 v. Chr. in mittleren Breiten (Linearbandkeramische Kultur),
- um 4100 v. Chr. im nördlichen Mitteleuropa und um 4000/3900 v. Chr. in Südskandinavien (Trichterbecherkultur).

## Bestattungen

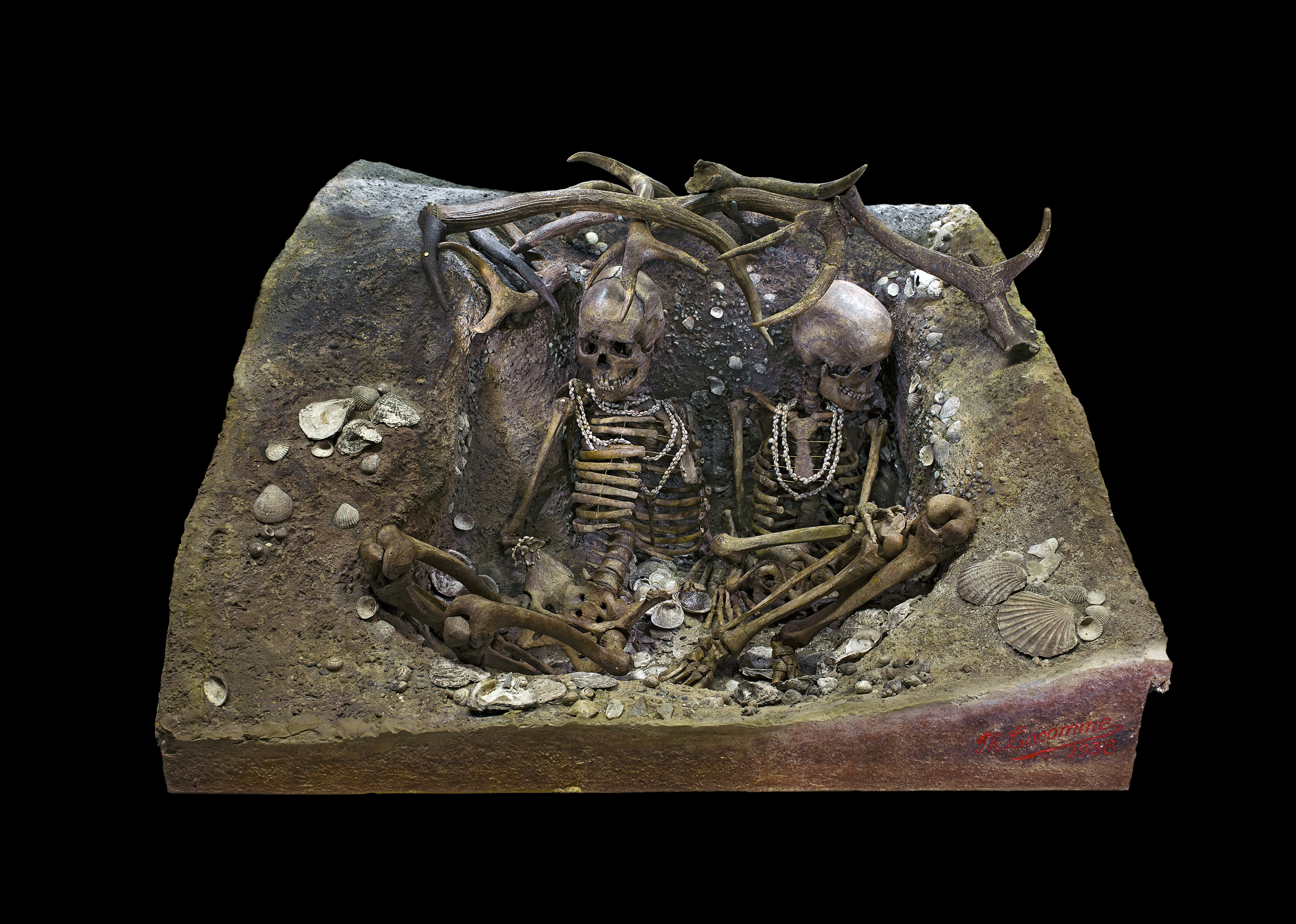
Spätmesolithisches Doppelgrab auf der Île Téviec (etwa 6740 bis 5680 BP)

Derzeit sind 280 mesolithische Bestattungen aus 25 Ländern in Europa mit etwa 2400 Individuen bekannt.

### Frühmesolithikum
In der Blätterhöhle bei Hagen wurden frühmesolithische Menschenreste entdeckt, die mit Höhlenfunden aus Frankreich (Santu Stefanu) vergleichbar sind. In Ligurien, im Nordwesten von Italien, unweit der Stadt Albenga, wurde 2017/18 in einer ovalen Grube ein Kindergrab freigelegt, das 66 durchlöcherte Schalen von Meeresschnecken (Columbella rustica) enthielt und auf ein Alter von 10.211 bis 9.910 Jahren (cal BP) datiert wurde.
Ein außergewöhnliches Grab ist die Brandbestattung, die am Rande des Duvenseer Moors im Jahre 2022 entdeckt wurde. Mit ihrem Alter von etwa 10.500 Jahren gilt sie als älteste bekannte Bestattung Schleswig-Holsteins und ist älter als die meisten bekannten mesolithischen Bestattungen Norddeutschlands und Südskandinaviens. Nur ein Befund aus Hammelev, Jütland, Dänemark, weist ein ähnliches Alter auf und ist ebenfalls ein Leichenbrandfund. Dies deutet an, dass womöglich zu Beginn des Mesolithikums die Brandbestattung die vorherrschende Bestattungspraktik war in dieser Region. 

### Spätmesolithikum
Aus dem späten Mesolithikum sind, besonders aus Dänemark und Südschweden, einige Gräberfelder bekannt (Skateholm, Vedbaek-Bogebakken). Auf den Inseln Île d’Hœdic und Île Téviec im Département Morbihan (Frankreich) wurden sogar Steinplatten als Grabeinfassungen verwendet. In Castleconnell im County Limerick in Irland fanden sich Belege für geschliffene Steinbeile und frühe Feuerbestattungen.
Ein Merkmal des Spätmesolithikums sind Schädelbestattungen, wie z. B. in der Großen Ofnet-Höhle bei Nördlingen, im Hohlenstein-Stadel im Lonetal und in der Höhlenruine „Hexenküche“ auf dem Kaufertsberg bei Lierheim (Landkreis Donau-Ries).
Eine Besonderheit stellt ein 1962 entdecktes mittelsteinzeitliches Grab auf dem Weinberg nahe dem Ortsteil Groß Fredenwalde der Gemeinde Gerswalde im Landkreis Uckermark im nördostlichen Brandenburg dar. Dort wurden die Überreste von sechs Individuen (drei Erwachsene und drei Kinder) gefunden. Mesolithische Gräber mit einer vergleichbar großen Zahl von Verstorbenen sind auch aus Belgien (Abri des Autours, Grotte Margaux) bekannt.
2014 wurde auf dem Weinberg eine ungewöhnliche 7000 Jahre alte Bestattung gefunden. Ein etwa 1,60 m großer junger Mann wurde aufrecht stehend bis zu den Knien in einer Grube beigesetzt, und erst nach dem Zerfall des Oberkörpers wurde die Bestattung mit einer Feuerstelle versiegelt. Diese Bestattung störte eine ältere Kinderbestattung und im selben Jahr wurde außerdem benachbart eine Kleinkindbestattung geborgen. Die verschiedenen Bestattungen sprechen dafür, dass auf dem Weinberg das älteste Gräberfeld im nördlichen Mitteleuropa angelegt worden ist.
Weitere bekannte mesolithische Gräber stammen von Unseburg und Coswig in Sachsen-Anhalt.
In Europa sind mehr als 74 von etwa 2100 Personen in einer sitzenden oder halb sitzenden Position (Frau von Bäckaskog) bestattet worden. Weitere 31 Gräber können Sitzbestattungen enthalten haben. Diese Bestattungsart hat insbesondere in Skandinavien dazu geführt, dass neolithische Knochenhaufen in Megalithanlagen als Sitzbestattungen interpretiert wurden.

## Materielle Kultur

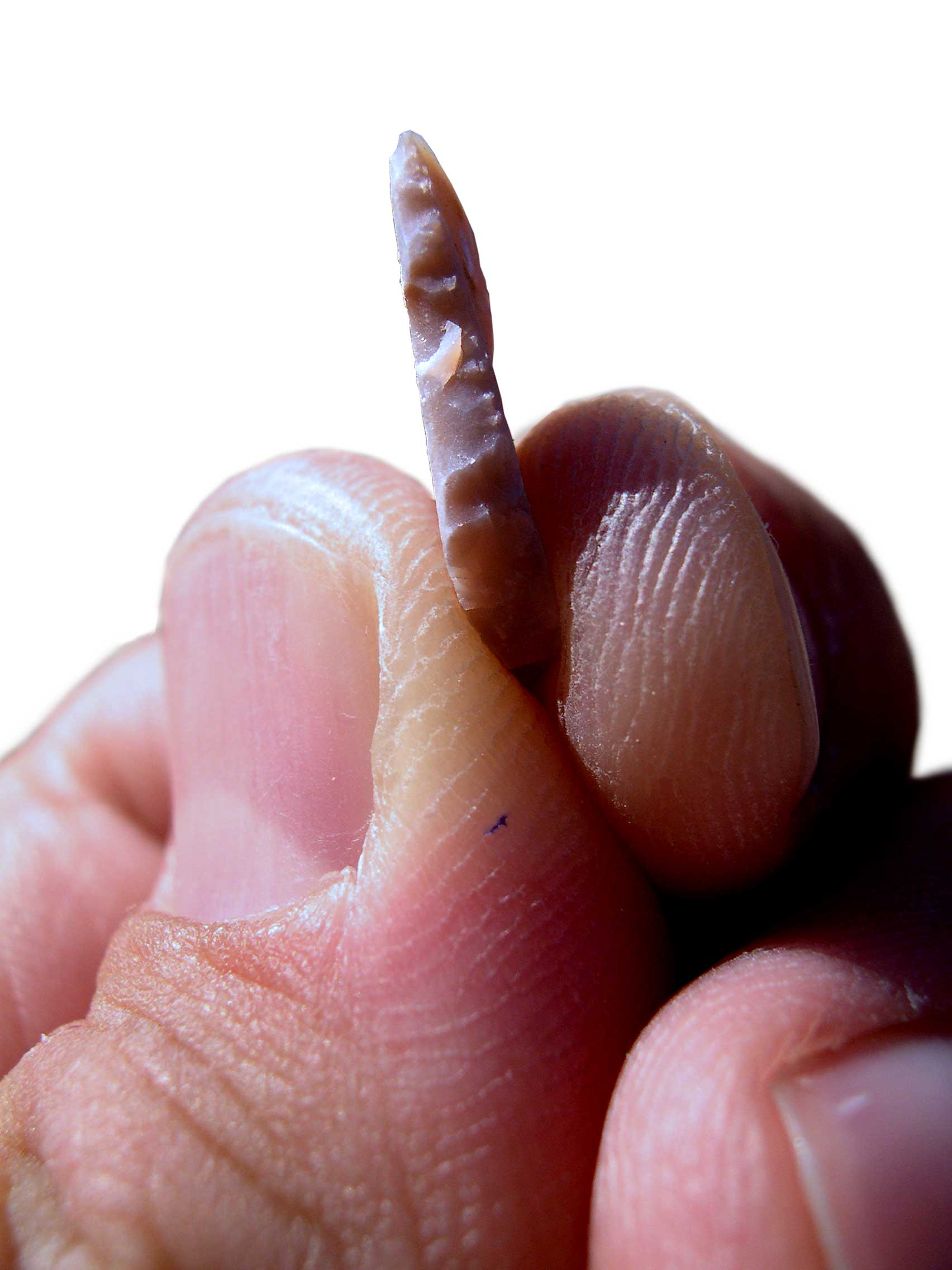
Ein Mikrolith

### Feuerstein-Geräte
Kennzeichnend für die Epoche sind die sogenannten Mikrolithen, winzige Projektile aus Feuerstein und anderen Rohmaterialien. Man unterscheidet Mikrolithen aus speziellen, sehr kleinen Klingen (Mikroklingen) und geometrische Mikrolithen, die durch das gezielte Zerbrechen und anschließende Retuschieren größerer Klingen hergestellt wurden. In Nordeuropa wurden geschäftete Feuerstein-Beile, so genannte Kern- und Scheibenbeile, verwendet.
Aus dem Mesolithikum sind die ersten mit organischen Schäftungen erhaltenen Dolche (Messer mit beidseitiger Schneide) belegt. Einen mit Bastumwicklung erhaltenen Dolch, der aus einer beidseitig spitz retuschierten großen Feuersteinklinge gefertigt ist, gibt es vom Fundplatz Nischneje Veretije in Nordrussland, mit Radiokohlenstoffdaten der Fundschicht um ca. 8000 v. Chr. In der Fundstelle Olenij Ostrov in Karelien wurde ein etwa gleich alter „Knochendolch mit eingeklebten Feuersteinklingen“ gefunden.

### Organische Artefakte
Wegen der Einlagerung der Funde in Torfmooren gibt es von vielen archäologischen Fundstellen eine hervorragende organische Erhaltung von Artefakten, zum Beispiel Fischernetze aus Bast (Fundstelle Friesack), Pfeilschäfte aus Kiefern- und Haselholz (Fundstelle Duvensee), Reusen, Birkenrindengefäße, Rindenböden (Fundstelle Duvensee) und Netzschwimmer. Angelhaken wurden aus Hirschgeweih (Fundplätze Bois-Ragot, Pont d’Ambon, beide Frankreich) oder Knochen hergestellt. Bernhard Gramsch führt 38 Angelhaken aus organischem Material auf, die im Havelland westlich von Berlin gefunden wurden. Auch das Exemplar aus der Gemarkung Kleinlieskow (Braunkohletagebau Cottbus-Nord) wurde aus Knochen gefertigt.
Einbäume und Paddel sind mehrfach belegt. Aus Friesack (Brandenburg) und Nordrussland sind Bogen aus verschiedenen Nadelhölzern belegt. Bei den so genannten „Wächterbogen“ handelt es sich um fest installierte Bogenfallen.

## Wohnweise

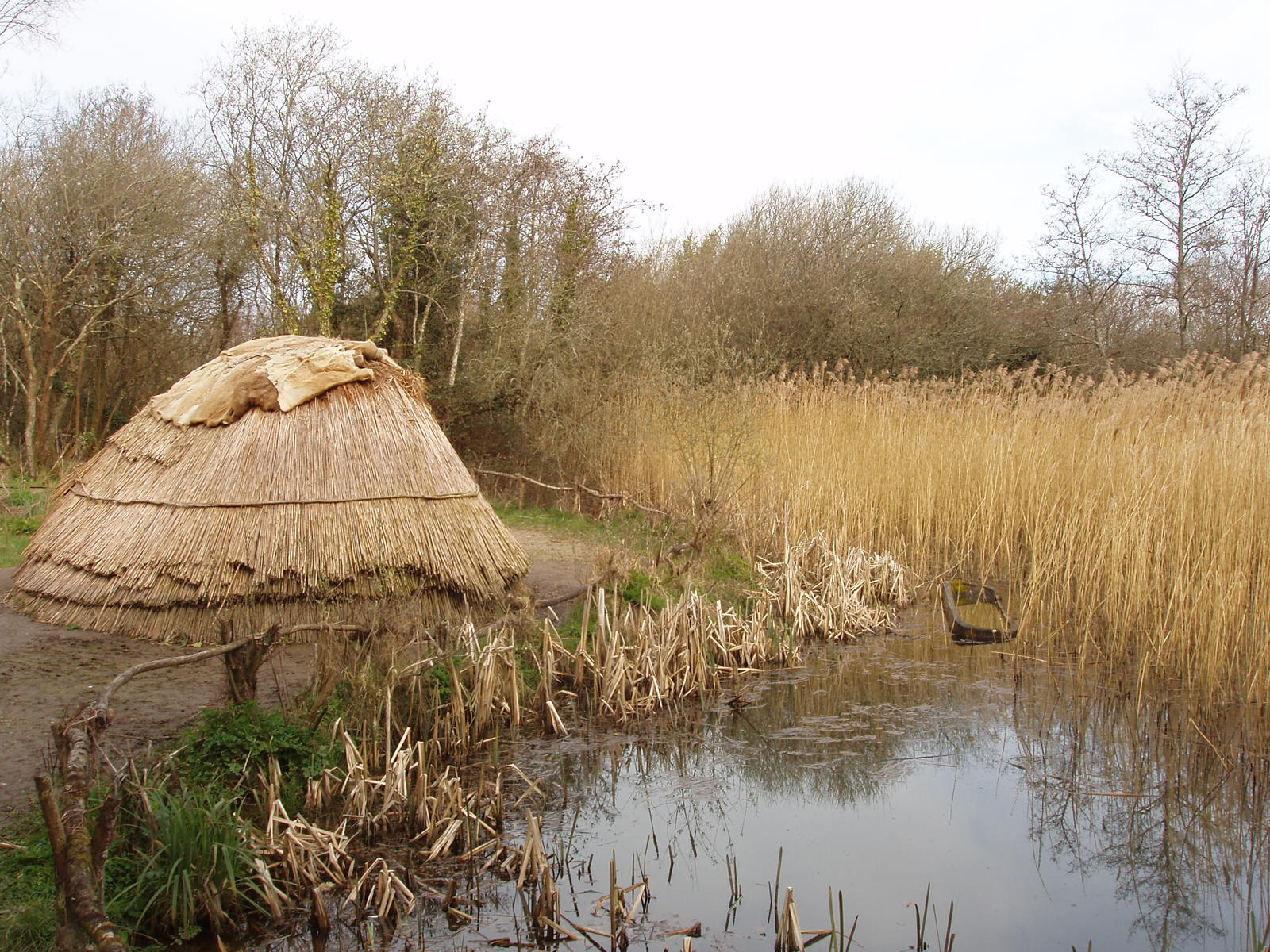
Rekonstruktion einer Hütte, wie sie mesolithische Jäger, Fischer und Sammler in Irland etwa 7.000 v. Chr. saisonal nutzten

Nachdem bereits im Gravettien (zum Beispiel in Dolní Věstonice und Pavlov) Lagerplätze langfristig bewohnt worden waren, nahm die Sesshaftigkeit in der Mittelsteinzeit allgemein etwas zu. Das reduzierte Schweifgebiet der Jäger und Sammler lässt sich unter anderem an der Herkunft von Feuerstein-Rohmaterial belegen. Die Gruppen der Mittelsteinzeit nutzten saisonal mehrere Wohnplätze. Auf mesolithischen Grabungsplätzen fand man Strukturen, die auf Windschirme und Hütten hinweisen. Die häufigeren Windschutzbauten sind durch wenige (in gerader Linie oder im Bogen angeordnete) Pfostenlöcher gekennzeichnet. In Mount Sandel (etwa 6960–6440 v. Chr.) in Irland weist eine große Zahl von Pfostenlöchern auf ein solides Gebäude hin. Vermutlich war der Fundplatz Morton in Schottland (4700–4300 v. Chr.) wiederholt bewohnt, was Lochreihen für Pfosten- oder Stangen andeuten, die vermutlich Windschirme trugen.
Fundplätze mit Überresten von Steinwällen und fundamentartigen Steinsetzungen wurden in Norwegen nördlich des Polarkreises entdeckt. In Tverrvikraet bei Gamvik, in der Provinz Finnmark, stieß man auf Reste eines kleinen rechteckigen Hauses. Auf der Insel Træna wurden die Reste eines 6000–4000 Jahre alten Hauses gefunden. Pfostenlöcher an den Innenseiten der Wände und einer zentralen Feuerstelle lassen keine andere Deutung zu. Am Varangerfjord in Norwegen nahe der Grenze zu Russland fand man kreisförmige Anordnungen von Pfostenlöchern, die Grubenhäuser und Zelte andeuten, später dann Gressbakkenhäuser. Das etwa 8500 Jahre alte Tingby-Haus in Schweden gilt als Skandinaviens ältestes Haus. Eine Rekonstruktion steht nahe der Fundstelle auf dem Gelände einer Außenstelle des Län-Museums von Kalmar.
In Dänemark und Norddeutschland wurden Lagerplätze der Maglemose-Kultur ausgegraben (Holmegård IV, Sværdborg I und Ulkestrup Øst I), auf denen noch die Überreste der Hüttenböden erhalten waren, die aus miteinander verflochtenen Rindenstreifen und gespaltenen Baumstämmen bestanden. In Ulkestrup Øst I hatten die Hütten rechteckige oder trapezförmige Grundrisse und Grundflächen zwischen 6,25 und 24 m². Dächer und Wände bestanden aus Birkenreisig und/oder Schilf. In Holmegård IV lassen doppelte Böden aus Birkenrinde auf eine Wiederbesiedlung oder Reparaturen schließen; die Plätze wurden offenbar über einen längeren Zeitraum genutzt. Sværdborg I zeigt Probleme bei der Deutung auf. Eine von neun Hütten war eindeutig älter als die anderen. Bei den übrigen acht konnte nicht festgestellt werden, ob sie gleichzeitig oder nacheinander errichtet wurden.
Unter dem Muschelhaufen von Moita do Sebastião in Portugal stieß man auf eine größere Konstruktion, datiert auf 5350–5080 v. Chr. Ein offener Halbkreis aus 61 Pfostenlöchern lässt auf einen Schutzbau gegen die Nordwinde schließen. Lehmstücke mit Grasabdrücken, die in der Nähe gefunden wurden, verweisen auf ein Dach aus Binsen und Halmen von Süßgräsern (Gramineen), das mit Lehm bestrichen wurde. Außerdem fand man Kochgruben.

## Ernährung
Ursachen der Umstellung der Ernährung waren insbesondere die Abwanderung der großen Herdentiere und die bessere Verfügbarkeit von Sammelgut (Früchte, Muscheln etc.), aber auch verbesserte Techniken zum Kleintierfang und die starke Entwicklung der Fischerei. Die Jagd findet auf Standwild statt, da die großen Herden der Altsteinzeit wie Rentiere, Saigas und Wildpferde abgewandert waren. Das Beutespektrum der Mittleren Steinzeit besteht vorwiegend aus Waldbewohnern wie Rothirsch, Reh und Wildschwein (siehe Wohnplatz Hohen Viecheln). Daneben ist die Jagd auf Fische, Vögel und Kleintiere nachgewiesen. An den Küsten Nordmitteleuropas erzeugt die Kongemose-Kultur (6000–5200 v. Chr.) die ersten Køkkenmøddinger (Küchenabfallhaufen), die an der Atlantikküste zahlreicher sind.
Bereits im frühen Mesolithikum steuerte die Haselnuss einen wichtigen Beitrag zur Ernährung bei. Die enorm schnelle Ausbreitung in diesem Zeitalter wird mit der Ausbreitung des Menschen in Verbindung gebracht, der durch die Anlage von Haselnussvorräten die Vermehrung der Haselnuss bewusst oder unbewusst förderte. Dies könnte die erste Kultivierung eines Nahrungsmittels in Europa sein, was allerdings nicht nachweisbar ist. Dicke Schichtpakete aus Nussschalen vom Fundplatz Duvensee, spezialisierte Röstplätze zur Verarbeitung umfangreicher Nussvorräte, Nussknacker und Modellierungen zum Ausmaß der frühholozänen Nussnutzung belegen, dass diese die Erträge frühen Ackerbaus noch überstiegen haben können.
Aus einem circa 5700 Jahre alten Birkenpech-Kaugummi konnten Forscher ableiten, dass Ente und Haselnuss Teil der damaligen Ernährung in Nordeuropa waren.

## Umwelt

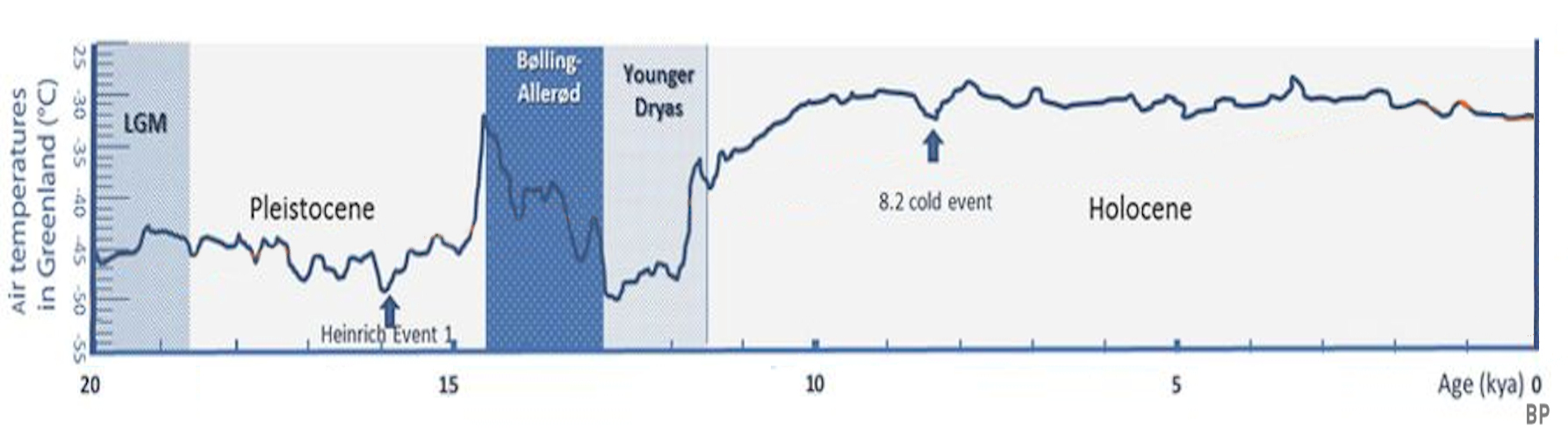
Das Mesolithikum beginnt im späten Pleistozän und ist durch einen fortschreitenden Temperaturanstieg zwischen dem Ende des letzten glazialen Maximums, und der neolithischen Revolution während des Holozäns gekennzeichnet. Temperaturentwicklung in der Postglazialzeit anhand grönländischer Eisbohrkerne. (Zeitskala auf Abszissenachse (x-Achse) in kya und BP)

Das Mesolithikum war vom Zurückweichen des Eises der Weichsel-Kaltzeit in Nordeuropa und der damit verbundenen schnellen Erwärmung des Klimas während des Präboreals geprägt. In den Gebieten, die vorher von eiszeitlichen Tundren bestimmt waren, entwickelten sich erst lichte, dann immer dichtere Wälder, wie Isopollenkarten zeigen. Auf den Kiefern-Birkenmischwald des Boreals folgte mit der Einwanderung wärmeliebender Arten Hasel-, schließlich der Eichenmischwald des Atlantikums. Die Besiedlungsgrenze verschob sich nach Norden. Der Meeresspiegel stieg zwischen 9600 und 5000 v. Chr. um nahezu 100 m an.

## Kunstwerke
An Kunstwerken gibt es Felsbilder sowie Kleinkunst in Form von reich verzierten Knochen- und Geweihgeräten. Menschenfiguren und Elchzepter aus Geweih gibt es aus dem Gräberfeld der Fundstelle Olenij Ostrow (Karelien). Insgesamt ist das Mesolithikum auffallend arm an Menschendarstellungen.